# Opava (río)
El río Opava (en polaco: Opawa, en alemán: Oppa) es un corto río situado en el noreste de la República checa, afluente por la izquierda del Óder. Nace de la confluencia de otros tres ríos: el Opava Blanco (Bílá), el Opava Medio (Střední) y el Opava Negro (Černá), que se unen en Vrbno pod Pradědem. Tiene una longitud de 110 km y desemboca en el Óder en Ostrava. Su curso coincide en veinticinco kilómetros con el trazado de la frontera checo-polaca. Su cuenca abarca aproximadamente 2090 km², de los cuales 1814 km² se hallan en territorio checo.
El Opava a su paso por el Ducado de Troppau devino la frontera entre la Silesia austríaca y la prusiana (luego Provincia de Silesia) en virtud del Tratado de Breslavia de 1742, tras la primera guerra silesia. El Tratado de Saint-Germain-en-Laye, firmado tras la Primera Guerra Mundial, confirmó el trazado fronterizo, que entonces separó a la nueva Checoslovaquia (que obtuvo la antigua Silesia checa) de la Segunda República Polaca.